# Helmut Jungwirth (Molekularbiologe)

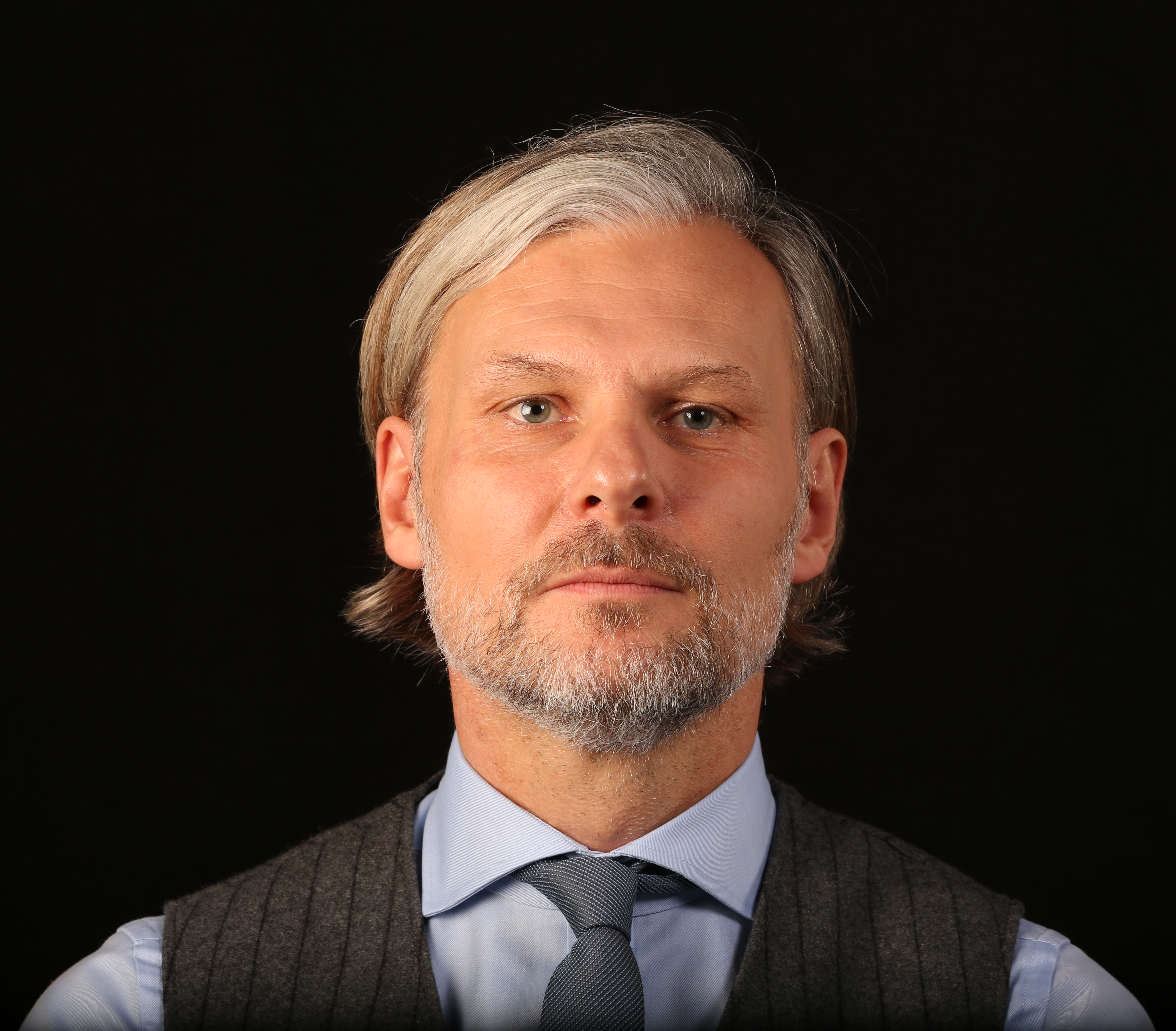
Helmut Jungwirth

Helmut Jungwirth (* 1969 in Graz) ist ein österreichischer Molekularbiologe und Hochschullehrer an der Universität Graz. Seit November 2015 ist er Mitglied der Wissenschaftskabarettgruppe Science Busters. Im Oktober 2016 wurde er zum österreichweit ersten Professor für Wissenschaftskommunikation berufen.

## Leben
Helmut Jungwirth studierte molekulare Mikrobiologie und schloss 1996 sein Studium mit der Diplomarbeit zum Thema Untersuchungen zur Resistenz des Stammes Saccharomyces cerevisiae DM12 gegenüber dem Antibiotikum Diazaborin an der Universität Graz ab. 2001 promovierte er am Institut für Molekularbiologie, Biochemie und Mikrobiologie der Universität Graz mit einer Dissertation über den Einfluss des Gens YAP1 der Hefe Saccharomyces cerevisiae auf die Resistenz gegenüber dem Wirkstoff Diazaborin. 2003 erhielt er vom Fonds zur Förderung der wissenschaftlichen Forschung (FWF) ein Erwin-Schrödinger-Stipendium und arbeitete in der Arbeitsgruppe des Altersforschers Frank Madeo am Physiologisch Chemischen Institut der Eberhard Karls Universität Tübingen. Ab 2005 forschte er an der Abteilung für Molekulare Genetik an der Medizinischen Universität Wien und habilitierte sich 2009 mit einer Schrift zum Thema Unravelling detoxification pathways. Anschließend war er als Assoziierter Professor am Institut für Molekulare Biowissenschaften an der Universität Graz tätig.
Im Oktober 2016 wurde Helmut Jungwirth zum österreichweit ersten Professor für Wissenschaftskommunikation berufen. Seit 2011 ist er zudem Leiter des Teilbereichs Wissenschaftskommunikation des Zentrums für Gesellschaft, Wissen und Kommunikation (auch bekannt als Die 7. Fakultät) an der Universität Graz und war an der Entwicklung unterschiedlicher Veranstaltungsformate (z. B. Politik Café, Wissensdurst, Botanik Brunch, Brain Game, Wissenschaft mit Geschmack, der bewegte Körper etc.) und der Etablierung der Mitmachlabore Graz beteiligt.
Seit November 2015 ist er festes Ensemblemitglied der Wissenschaftskabarettgruppe Science Busters und feierte 2016 mit dem Programm Bierstern, ich dich grüße Premiere. Seit 2019 betreibt er mit @letsdogabout.science einen eigenen Instagram-Account, den er in der Wissensvermittlung in seinen Workshops, Lehrveranstaltungen und im Bereich seines Forschungsschwerpunktes (Social Media & Wissenschaftskommunikation) gezielt einsetzt.

## Publikationen (Auswahl)
- Wissenschaftsvermittlung trifft Kabarett: Die Science Busters, gemeinsam mit Lisa Kornder, Magazin erwachsenenbildung.at. Ausgabe 52, 2024.
- Wissenschaft ist das, was auch dann gilt, wenn man nicht daran glaubt, gemeinsam mit Florian Freistetter, Martin Puntigam, Martin Moder, Ruth Grützbauch, Ursula Hollenstein, Peter Weinberger, Gunkl, Hanser, München 2021, ISBN 978-3-446-27418-1
- Eine Geschichte der Welt in 100 Mikroorganismen, gemeinsam mit Florian Freistetter, Hanser, München 2021, ISBN 978-3-446-27096-1
- Science Schmankerl: Rezepte aus dem Reagenzglas, gemeinsam mit Fritz Treiber, Nadine Kermeter und Kerstin Jungwirth, Amalthea Verlag, Wien 2017, ISBN 978-3-99050-108-5
- Warum landen Asteroiden immer in Kratern? 33 Spitzenantworten auf die 33 wichtigsten Fragen der Menschheit, gemeinsam mit Martin Puntigam und Florian Freistetter, Hanser, München 2017, ISBN 978-3-446-25727-6
- Wie kommt der Wissenschaftler zum Kabarett?, Laborjournal 7/2016 (Online)

## Auszeichnungen (Auswahl)
- Österreichischer Kabarettpreis 2018 + 2022 (Publikumspreis, gemeinsam mit den Science Busters)
- Prix Epikur 2018 (Österreichischer Kochbuchpreis für „Science Schmankerl“, gemeinsam mit Fritz Treiber, Nadine Kemeter und Kerstin Jungwirth)
- Salzburger Stier 2018 (gemeinsam mit den Science Busters)
- Deutscher Kleinkunstpreis 2016 in der Sparte „Kleinkunst“ (gemeinsam mit den Science Busters)